# Денні Барановскі
Денні Барановскі (нар. 5 квітня 1984), також відомий як Денні Б або за назвою його компанії dB Soundworks — американський композитор електронної музики, що створює музику переважно для інді-фільмів та інді-ігор. dB Soundworks — це компанія Барановскі, яку він заснував для продажу та просування своєї музики. Барановскі відомий як автор музики для таких ігор, як Canabalt, Super Meat Boy, The Binding of Isaac та Crypt of the NecroDancer . Барановський також долучився до саундтреку ремейку Amplitude 2014 року.

## Кар'єра
Барановскі вперше звернувся до музики відеоігор у 2001 році, коли став членом спільноти онлайн-ігор remix OverClocked ReMix . У цей час Барановскі сподівався стати композитором музики до фільмів.
Коли Адам Солтсман, який згодом розробив Canabalt, надіслав Барановскі неповну версію Gravity Hook, яку Солтсман мав намір робити без музики, Барановскі вирішив все-таки написати для неї трек. Коли Барановскі відправив «Трек А» Солтсману, той був справді вражений музикою. Закінчивши саундтрек Gravity Hook, Солтсман познайомив Барановскі з Едмундом Макмілленом, для якого згодом він створив саундтрек до Super Meat Boy та The Binding of Isaac .
Він був співавтором музики до гри «Desktop Dungeons» з Грантом Кіркхоупом і створив цілий саундтрек «Crypt of the NecroDancer».

## Рецепція
Рорі Янг із Game Rant, оцінюючи роботу Барановскі над Super Meat Boy, описав його як «дивовижно талановитого».

## Дискографія

### Альбоми
| Заголовок   | Деталі альбому                                                                                    |
| ----------- | ------------------------------------------------------------------------------------------------- |
| dannyBsides | - Випущено: 1 грудня 2017 року - Лейбл: немає (видано самостійно) - Формати: Цифрове завантаження |

### Саундтреки
| Рік      | Ім'я                                       | Тип            | Примітки                                                                  |
| -------- | ------------------------------------------ | -------------- | ------------------------------------------------------------------------- |
| 2009 рік | Cortex Command                             | Відеогра       | У файлах Cortex Command частина музики позначена як створена dBSoundworks |
| 2010 рік | Канабальт                                  | Відеогра       |                                                                           |
| 2010 рік | Gravity Hook HD                            | Відеогра       |                                                                           |
| 2010 рік | Gravity Hook                               | Відеогра       |                                                                           |
| 2010 рік | Одного разу піксель — KOOPA                | Вебсерія       |                                                                           |
| 2010 рік | GLORG                                      | Відеогра       |                                                                           |
| 2010 рік | Super Meat Boy                             | Відеогра       |                                                                           |
| 2010 рік | Das Cube                                   | Відеогра       |                                                                           |
| 2010 рік | Hey Ash, Whatcha Playin'? (Фінал 2 сезону) | Вебсерія       |                                                                           |
| 2010 рік | Steambirds                                 | Відеогра       |                                                                           |
| 2010 рік | Ентоні рятує світ                          | Вебсерія       |                                                                           |
| 2010 рік | Blush                                      | Відеогра       |                                                                           |
| 2010 рік | Час Віслюк                                 | Відеогра       |                                                                           |
| 2011 рік | П'ятниця (Втрачена версія гри NES)         | Відеогра       |                                                                           |
| 2011 рік | Згортання сингулярності                    | Короткий фільм |                                                                           |
| 2011 рік | Жертвопринесення Ісаака                    | Відеогра       |                                                                           |
| 2011 рік | Печерна історія 3D                         | Відеогра       |                                                                           |
| 2011 рік | Super Meat Boy (спеціальне видання)        | Відеогра       |                                                                           |
| 2012 рік | Паралакс                                   | Короткий фільм |                                                                           |
| 2012 рік | AVGM (Blooba Doop Scooba)                  | Відеогра       |                                                                           |
| 2013 рік | The Adventures of Dash                     | Відеогра       |                                                                           |
| 2013 рік | Desktop Dungeons                           | Відеогра       | У співпраці з Грантом Кіркгоупом .                                        |
| 2015 рік | Crypt of the NecroDancer                   | Відеогра       |                                                                           |
| 2016 рік | ROCKY                                      | Відеогра       |                                                                           |
| 2017 рік | Crypt of the NecroDancer: підсилено        | Відеогра       | DLC-вміст з гри.                                                          |
| 2019 р   | Cadence of Hyrule                          | Відеогра       |                                                                           |